# Черкаський полк
Черкаський полк — адміністративно-територіальна і військова одиниця XVII століття. Утворений 1625 року як полк реєстрових козаків згідно з Куруківським договором. Полковий центр — місто Черкаси.
Займав територію по обидва бока Дніпра тримаючи під своїм контролем основні переправи.
З 1648 року у складі Гетьманщини. Межував на заході з Корсунським полком, на півдні з Чигиринським, на сході з Кропивнянським та Переяславським і Канівським полками на півночі.
В 1652 році брав участь у Битві під Батогом. З 1665-го під владою Петра Дорошенка. Після Андрусівського перемир'я правобережна частина опинилася у складі Польщі. 1668 полк увійшов до вілаєту Дорофійовича. У лютому 1672-го зазнав спустошення через дії армії Самойловича та Ромодановського.
Припинив існування 1676 року внаслідок капітуляції П. Дорошенка. Після його ліквідації, три його лівобережні сотні, Піщанська, Золотоноська та Домонтівська, увійшли до Переяславського полку, і одна до Лубенського.
Дещо про полковників
1637 року полковником Черкаським був Я́ків Гугни́вий. Кале́ник Прокопо́вич — Черкаський полковник в 1638 році. Походить з реєстрового козацтва. В різних джерелах його посада зазначається неоднаково — у одних він полковник Черкаський, в інших — полковий осавул. Дем'ян (Ян) Гижицький — Черкаський полковник в 1638 році. З польської шляхти. Призначений полковником на Маслоставській ординації.
Станісла́в Вадо́вський — полковник Черкаський у 1648 році. Очевидно, брав участь у битві під Жовтими Водами на польській стороні. Богда́н Топі́га — полковник у 1648 році; в 1648—1649 роках полковником Черкаським був Марко Топіга — очевидно, родич. Василь Шенделицький згадується в реєстрі Черкаського полку від 16 жовтня 1649 року. Іва́н Воро́нченко — полковник у 1650 році.
Іва́н Худи́й (Баран Худий, Барашко) — полковник Черкаський з початку 1652 року — по Якову Воронченку і до липня 1653-го. По ньому полковником Черкаський був Яків Пархоменко (Колос). Андрі́й Одине́ць — полковник Черкаський у 1659—1660 роках. Був серед тих, хто підтримав обрання Юрія Хмельницького гетьманом 11 вересня 1659 року. Миха́йло Гамалі́я — полковник (1662) за гетьманування Якима Сомка. Його син — осавул війська Запорізького Андрій Михайлович Гамалія (1693). Андрій Воронченко — полковник в 1665 та 1669 роках. Богда́н Калістра́т був полковником в 1666 та 1676 роках.